# Black Crag
Black Crag är en kulle i Antarktis. Den ligger i Västantarktis. Inget land gör anspråk på området. Toppen på Black Crag är 279 meter över havet, eller 16 meter över den omgivande terrängen. Bredden vid basen är 0,99 km.
Terrängen runt Black Crag är varierad. Havet är nära Black Crag åt nordost. Trakten är obefolkad. Det finns inga samhällen i närheten.